# Estadio Ondarreta
Estadio Ondarreta – nieistniejący już stadion piłkarski w San Sebastián, funkcjonujący w latach 1909–1913, podczas których Real Sociedad rozgrywał na nim wszystkie swoje mecze w roli gospodarza. W 1913 został zastąpiony przez Estadio de Atocha.
Ondarreta był gospodarzem finału Pucharu Hiszpanii w 1910 roku, kiedy Athletic Bilbao wygrał 1–0 z Vasconią.